# Richard Frackowiak
Pour les articles homonymes, voir Frackowiak.
Richard Stanislaus Joseph Frackowiak, né le 26 mars 1950 à Londres , est un neurologue et neuroscientifique britannique. Il est notamment connu pour avoir été, en 2013, l'un des principaux initiateurs du Human Brain Project, un projet international européen mené à l'école polytechnique fédérale de Lausanne (EPFL) dans le but d'aboutir, avant 2024, à un modèle informatique du fonctionnement du cerveau humain.

## Biographie

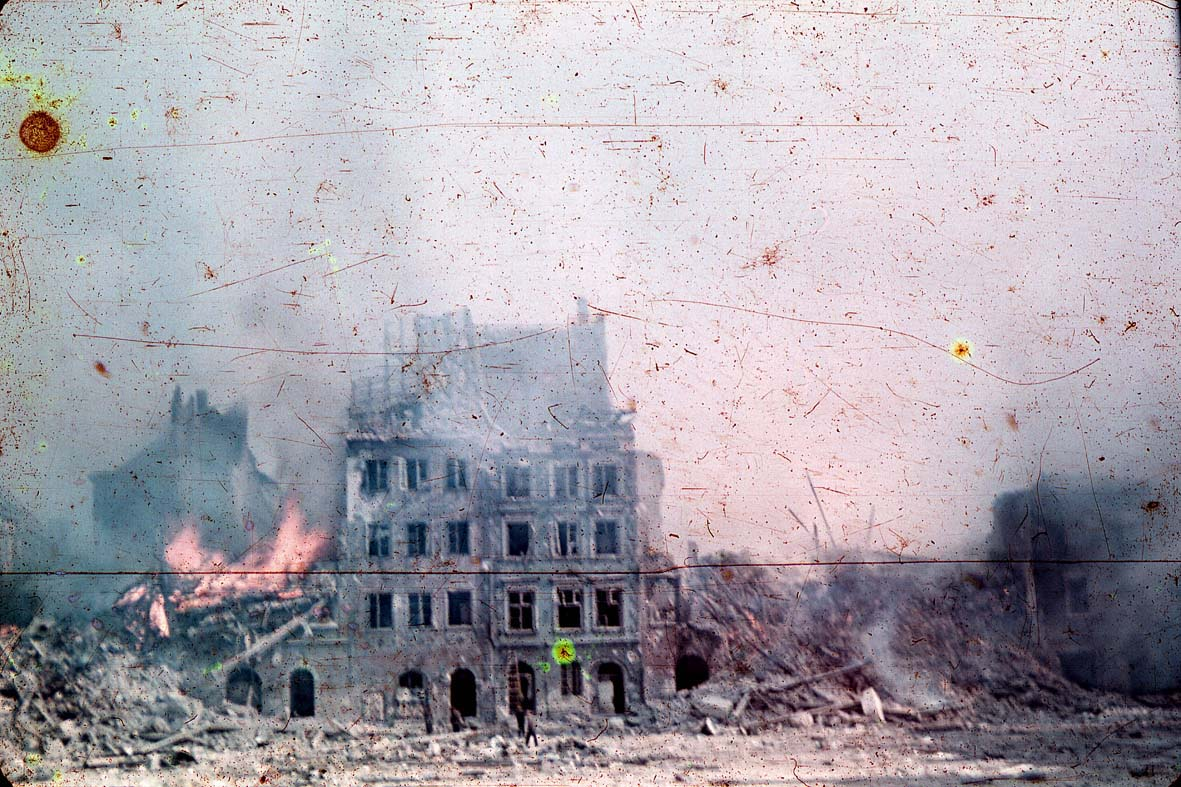
Image de désolation au plus fort de la bataille de Varsovie. Cliché Agfacolor daté d'août 1944 pris par Ewa Faryaszewska caporal de l'Armée intérieure polonaise.

### Jeunesse et formation
Pendant la Seconde Guerre mondiale, son père combat sur différents fronts dans les rangs de la première division blindée polonaise (1 Dywizja Pancerna), avant de rejoindre avec elle le théâtre des opérations de Normandie (6 juin - 12 septembre 1944). Sa mère participe à l'Insurrection de Varsovie (1er août - 2 octobre 1944). Après sa chute, elle est détenue au camp de concentration de Bergen-Belsen. À sa libération en avril 1945, elle rejoint l'Angleterre où vit sa sœur. C'est là, qu'elle rencontre et épouse son père.
Né à Londres cinq ans plus tard, Richard Frackowiak est scolarisé dans cette ville et apprend le polonais à la maison avec ses parents, puis à l'école polonaise du samedi matin (il plaisante à ce sujet en disant qu'il parle le « vieux polonais »). Sa vocation médicale se dessine vers l'âge de 15 ans sous l'influence du médecin de la famille, un Polonais célibataire qui leur rendait souvent visite et qui, lui aussi, avait pris part au soulèvement de Varsovie. Ses souvenirs terribles et bouleversants de son activité de chirurgien dans les hôpitaux insurgés, produisent sur l'adolescent une forte impression. Durant sa scolarité, il se distingue en biologie, chimie et physique et se montre très tôt fasciné par le fonctionnement du cerveau.
Il entame ses études médicales au collège Peterhouse de l'université de Cambridge, et effectue ses trois dernières années de médecine à l'University College de Londres (UCL). En 1983, il soutient sa thèse sur la mesure quantitative du débit sanguin cérébral par tomographie par émission de positons (TEP).

### Carrière professionnelle

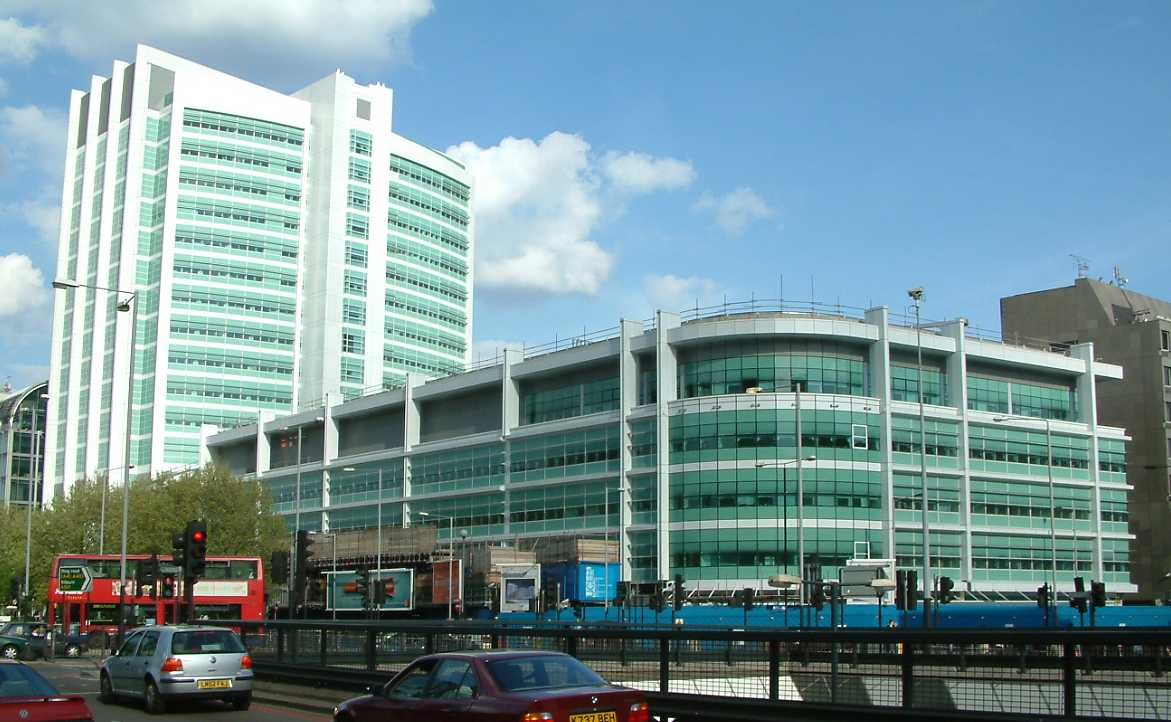
L'hôpital de l'UCL où Richard Frackowiak a été actif de 1994 à 2009

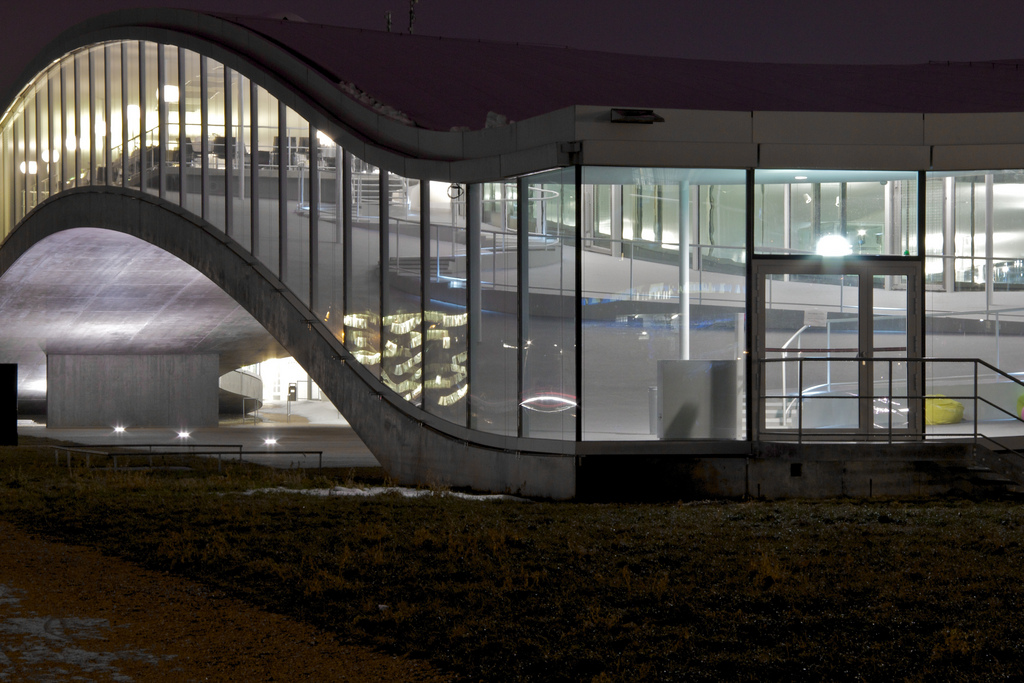
Le Rolex Learning Center de l'EPFL où s'est tenue, en octobre 2013, l'inauguration en présence de scientifiques de plus de 100 institutions partenaires du Human Brain Project (HBP summit), dont Richard Frackowiak a été l'un des promoteurs.

De 1988 à 1993, il dirige le service de neurologie de l'hôpital Hammersmith. En 1990, il occupe la chaire de neurologie et en 1994, il prend la direction du département de neurosciences de l'imagerie de l'University College.
En 1998, il est nommé directeur de l'Institut de neurologie de l'UCL dont il est le vice-recteur à partir de 2002.
En 2005, il dirige également le Département des sciences cognitives (DEC) de l'École normale supérieure de Paris.
En 2009, il est nommé professeur et médecin chef du service de neurologie du Centre hospitalier universitaire vaudois de l'université de Lausanne. 
En 2010 il préside le jury international sélectionnant les meilleurs projets de recherche des instituts hospitalo-universitaires (IHU) français créés l'année précédente par le président de la République de l'époque, Nicolas Sarkozy. Six projets sont sélectionnés et dévoilés le 30 mars 2011. Cependant, après la publication d'un décret ministériel instituant la prise de contrôle des IHU par l'Inserm, il démissionne « avec fracas » le 6 octobre 2017 en déclarant : « J'avais vu les liens entre le ministère et l'Inserm. J'ai alors présenté ma démission en défendant le modèle des IHU et les 200 millions qu’on nous prenait. Finalement j’ai obtenu gain de cause car leur position était intenable » ,.
En 2013, il obtient un poste de professeur à l'EPFL et lance avec un autre neuroscientifique renommé, l'Israélien Henry Markram et le physicien Karlheinz Meier le Human Brain Project (HBP) dont il est co-directeur médical. Ce projet est financé par la Commission européenne. Il est l'un des coordinateurs de la Faculté des 1000 pour les maladies neurologiques.
En 2015, Il prend sa retraite des activités cliniques et liées au HBP, mais garde une activité scientifique comme professeur titulaire à l'EPFL et visiteur permanent à l'École normale supérieure de Paris. Il est aussi professeur émérite à l'UCL.
En 2016, en tant que président de la commission des sciences médicales de l'organisation Science Europe (en) basée à Bruxelles, il parvient à obtenir des exemptions au règlement général sur la protection des données de l'UE afin de faciliter la recherche clinique et en santé publique utilisant les données obtenues au sein de l'UE.
Le physicien médical Terence Jones (de) a été l'un de ses collaborateurs et le neuroscientifique Christian Büchel (de) l'un de ses post-doctorants.

### Famille
.

## Travaux

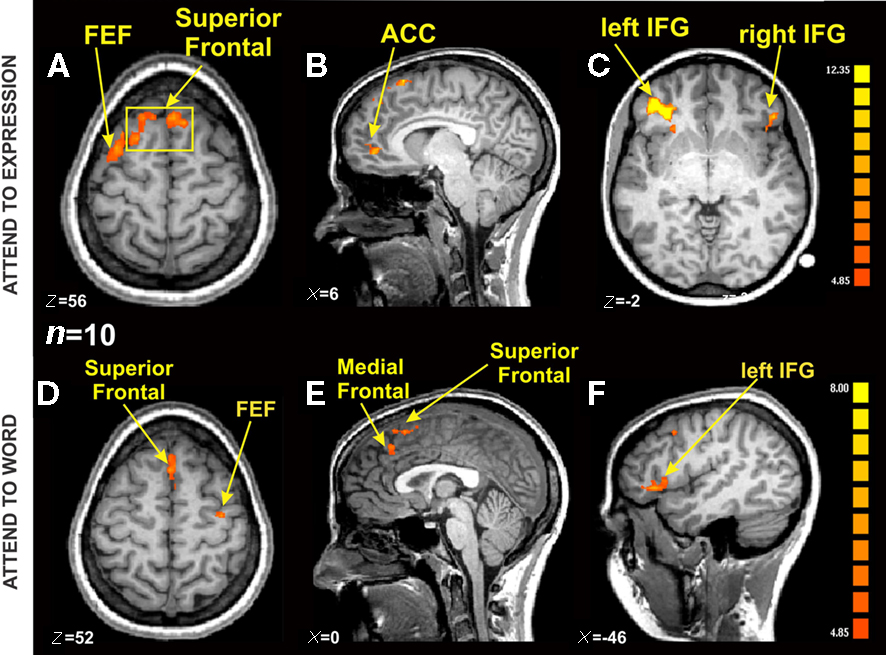
Exemple d'utilisation de l'imagerie par résonance magnétique fonctionnelle (IRMf) dans une expérience de neuropsychologie comportant une tâche de Stroop émotionnelle.

Frackowiak s'est d'abord intéressé à la physiopathologie de diverses maladies neurologiques. Ses travaux ont fourni les bases des applications cliniques de la tomographie par émission de positons (TEP). Au début des années 1990, il se tourne vers l'imagerie des fonctions cérébrales, et son groupe devient leader dans l'étude des localisations fonctionnelles cérébrales, notamment par l'imagerie par résonance magnétique fonctionnelle (IRMf), qui fournit des images structurelles et fonctionnelles de qualité avec une résolution spatiale élevée sans exposition aux radiations. Le processus automatisé de génération et d'analyse d'images a pu être standardisé pour créer des cartes cérébrales fonctionnelles (morphométrie à base de voxels). Ces techniques ont permis de démontrer l'existence d'une plasticité neuronale dynamique du cerveau, à la fois dans ses fonctions et dans sa structure, aussi bien chez les sujets normaux que chez des patients atteints d'affections neurologiques à l'origine de troubles cognitifs et comportementaux. D'autres études ont montré la capacité du cerveau à se réorganiser après des traumatismes crâniens par la pratique et l'apprentissage.
Un ouvrage de référence intitulé Human Brain Function et faisant état de 10 années de travaux de recherches réalisés au laboratoire d'imagerie fonctionnelle de l'UCL, le Functional Imaging Laboratory (FIL), est co-édité par Richard Frackowiak. Publié par Academic Press il a fait l'objet de deux éditions, en 1997 et 2004.
En janvier 2021, Richard Frackowiak possédait un indice h de 210.

## Distinctions (sélection)
- 1995 membre de l'Academia Europaea[10]
- 1997 Prix de la plasticité neuronale (avec Antonio Damasio et Michael Merzenich) pour la cartographie cérébrale et la plasticité neuronale[11]
- Prix de la Fondation Feldberg 1997[12]
- 1999 Doctorat honoris causa de l'Université de Liège
- 2000 membre honoraire de l'American Neurological Association
- Prix Ig-Nobel 2003 « pour la preuve que le cerveau des chauffeurs de taxi londoniens est mieux développé que celui de leurs concitoyens »[13]
- Prix Zülch 2004 pour « les méthodes de mesure de l'imagerie pour l'examen de l'architecture fonctionnelle du cerveau humain »[14]
- 2013 membre de l'Académie polonaise des sciences[15]